# 寺内萬治郎

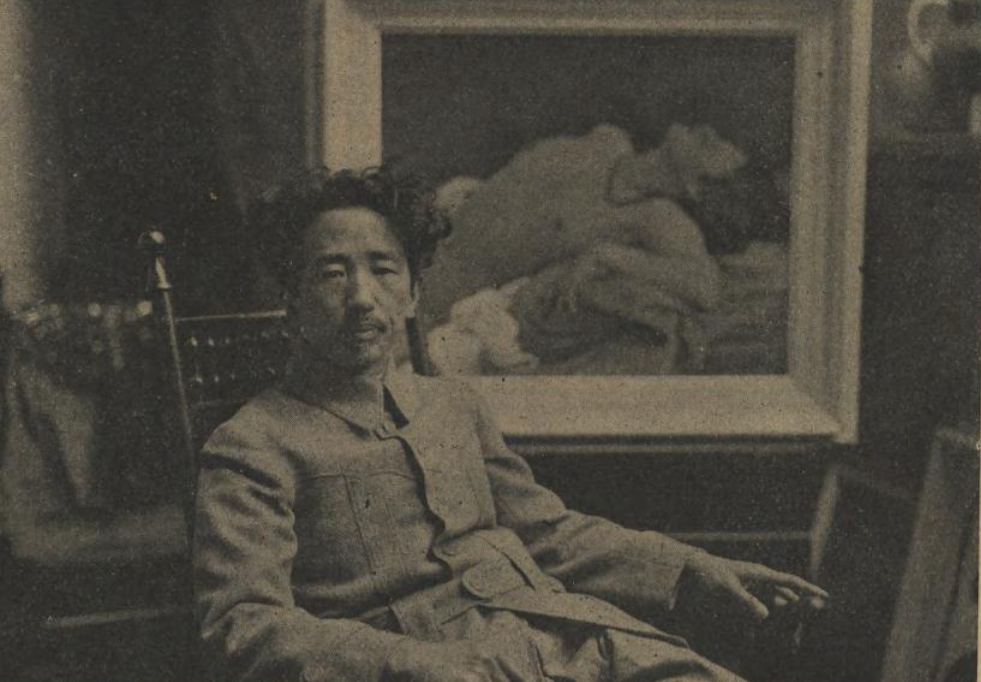
寺内萬治郎

寺内 萬治郎（寺内 万治郎、てらうち まんじろう、1890年（明治23年）11月25日 - 1964年（昭和39年）12月14日）は、日本の画家（洋画家）。浦和画家の一人として知られる。日本芸術院会員。

## 人物
大阪府生まれ。裸婦図で知られ「裸婦の寺内」「裸婦を描く聖者」「デッサンの神様」などと称されることも多い。1934年に埼玉県浦和市に転居し、以後浦和画家の著名な人物として取り上げられている。弟子も多く、寺内と門下生で武蔵野会（のち与野会）を結成していた。

## 略歴
- 1890年（明治23年）11月25日 - 大阪市南区難波新地に父克巳、母つるの三男として出生。
- 中学3年のとき松原三五郎の天彩画塾に入り水彩画を学ぶ。のち白馬会洋画研究所でも学ぶ。
- 1911年（明治44年） - 東京美術学校西洋画科入学。
- 1916年（大正5年） - 東京美術学校卒業。黒田清輝に師事する。
- 1922年 - 曾宮一念らと金塔社結成
- 1925年（大正14年） - 第6回帝展で「裸婦」を出品、特選。
- 1926年（大正15年） - 石榴社を結成。
- 1927年（昭和2年） - 帝展特選。
- 1929年（昭和4年） - 光風会会員。
- 1933年（昭和8年） - 帝展審査員 [3]。
- 1934年（昭和9年） - 浦和市に住居とアトリエを新築し移住。
- 1942年（昭和17年） - 陸軍省派遣画家としてフィリピン、セレベス等に派遣。「マニラを望む」などを制作。
- 1943年（昭和18年） - 1950年まで東京美術学校講師。
- 1944年（昭和19年） - 門下生21名（須田剋太、里見明正、藤本東一良、岡田又三郎、渡辺武夫など）と武蔵野会を結成。
- 1947年（昭和22年） - 蕨町に蕨画塾が開設され、講師を務める。
- 1950年（昭和25年） - 日展運営会参事。
- 1951年（昭和26年） - 「横臥裸婦」で日本芸術院賞受賞[4]。
- 1955年（昭和30年） - 武蔵野会を解散し、新たに門下生約60人（金子徳衛、寺島龍一、田中実、渡辺武夫など）と親睦会の与野会を結成。
- 1958年（昭和33年） - 日展評議員。
- 1960年（昭和35年） - 日本芸術院会員。
- 1964年（昭和39年）12月14日 - 死去。

## 作品
- 「横臥裸婦」（東京国立美術館蔵）

## 画集
- 「寺内万治郎画集 第1－5輯」 美術工芸社 1934-1940